# Crocifissione di san Pietro (Caravaggio)
La Crocifissione di san Pietro è un dipinto ad olio su tela, realizzato tra il 1600 ed il 1601 da Caravaggio. Attualmente è conservato nella Cappella Cerasi della Basilica di Santa Maria del Popolo, a Roma, dove è possibile osservare anche un'altra sua opera, la Conversione di san Paolo, nonché la tela centrale dell'Assunzione della Vergine di Annibale Carracci.

## Storia

### Commissione

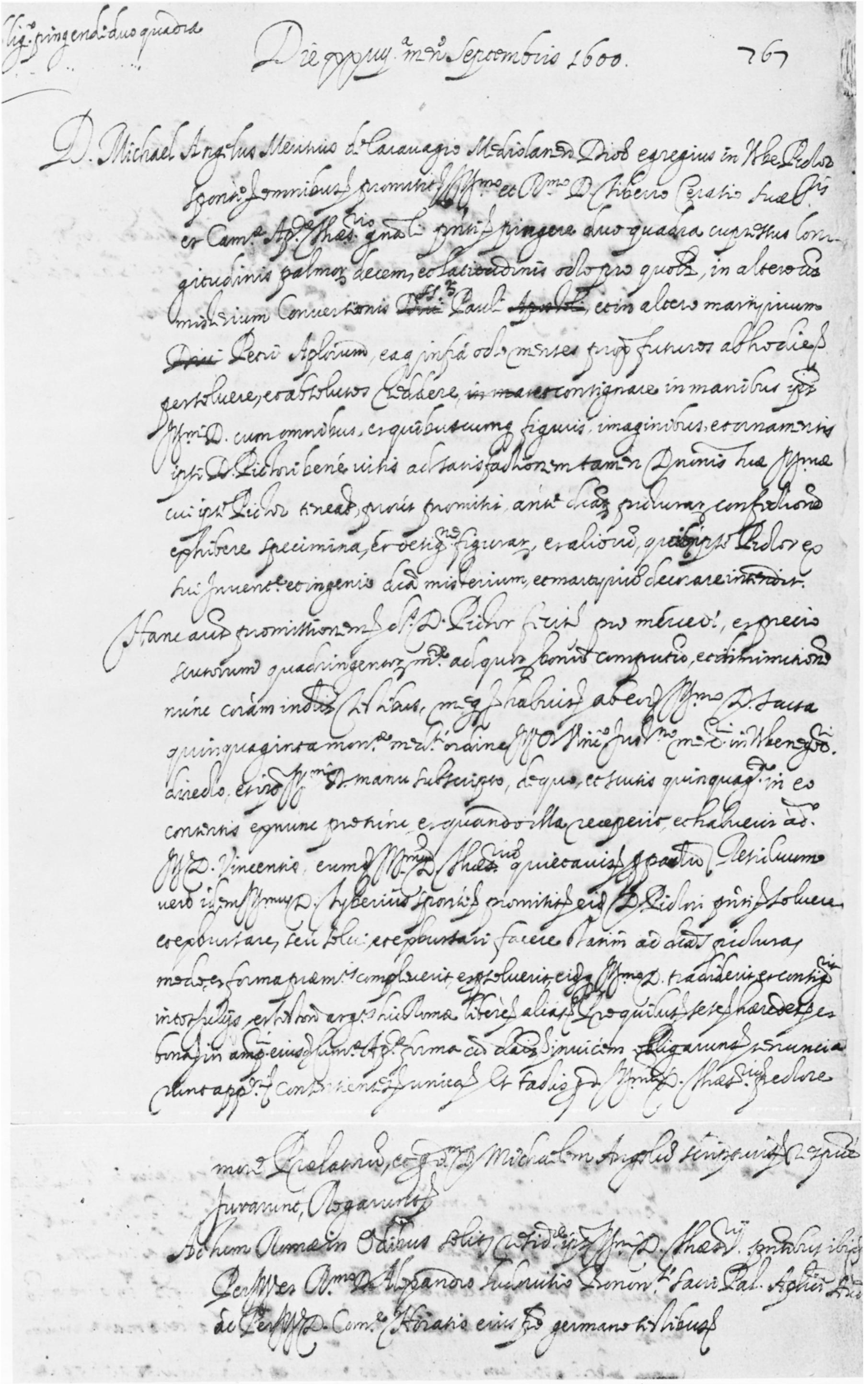
Una copia notarile del contratto stipulato tra Caravaggio e Cerasi.

I due dipinti laterali furono commissionati nel settembre del 1600 da Tiberio Cerasi, giurista e tesoriere della Reverenda Camera Apostolica durante il papato di Clemente VIII. Cerasi, infatti, aveva precedentemente acquisito la cappella dai frati agostiniani, in data 8 luglio 1600, e aveva incaricato l'architetto Carlo Maderno di rielaborare il piccolo ambiente in stile barocco. Il contratto per la pala d'altare con Carracci non si è conservato, ma la sua stipula è generalmente ritenuta anteriore a quella del Merisi, che quindi dovette tenere in considerazione la tela dell'Assunzione e il programma iconografico della cappella, nel suo complesso. Cerasi nutriva una profonda devozione verso i santi Pietro e Paolo, al punto da invocarli nel suo testamento: essi, difatti, rappresentavano il fondamento della Chiesa cattolica ed erano soprannominati "Principi degli Apostoli"; entrambi, inoltre, avevano un profondo legame con la città di Roma e con il papato. I dipinti di Caravaggio dovevano quindi esprimere la profonda connessione di Cerasi alla Chiesa di Roma e la sua vicinanza al potere pontificio. La loro posizione all'interno della cappella era importante, ma il centro devozionale restava comunque il tema dell'assunzione della Vergine Maria, raffigurato nella pala d'altare. La giustapposizione delle due esatte scene ritrova un celebre precedente negli affreschi della cappella Paolina, nel palazzo Apostolico (per l'appunto la Conversione di Saulo e la Crocifissione di san Pietro), realizzati tra il 1542 e il 1550 da Michelangelo Buonarroti, sebbene nel caso di Caravaggio la concezione dei due dipinti sia profondamente diversa rispetto alle scene affollate e dal gusto manierista del Buonarroti.
Sebbene si sia discusso molto di una presunta rivalità fra Carracci e Merisi, non vi è alcuna evidenza storica a conferma di queste ipotetiche gravi tensioni tra i due. Entrambi erano artisti acclamati e assai ricercati nell'ambiente romano: Caravaggio ottenne la commissione di Cerasi subito dopo aver ultimato gli apprezzati dipinti della cappella Contarelli (il ciclo pittorico di san Matteo, composto dalle opere San Matteo e l'Angelo, Martirio e Vocazione di san Matteo), mentre Carracci era impegnato nella creazione degli affreschi della Galleria Farnese. In tali circostanze, secondo lo storico dell'arte Denis Mahon non vi erano ragioni perché i due si considerassero rivali commerciali.

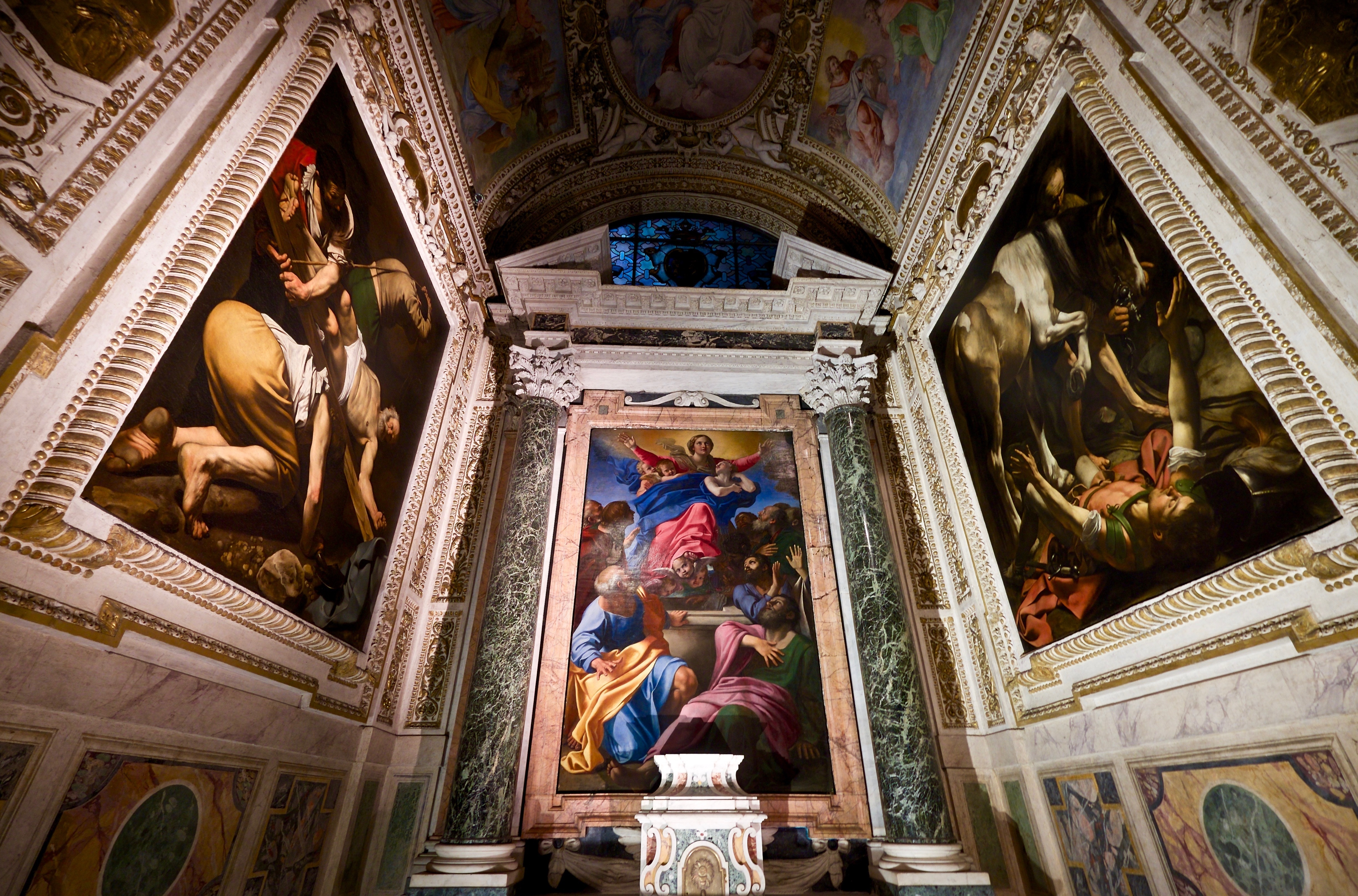
La Crocifissione di san Pietro all'interno della Cappella Cerasi.

Nel contratto, firmato il 24 settembre 1600, si affermò che «l'illustre pittore, Michelangelo Merisi da Caravaggio» avrebbe dipinto due grandi pannelli di cipresso, alti dieci palmi e larghi otto, rappresentanti la conversione di Paolo e il martirio di Pietro, e lo avrebbe fatto in otto mesi al prezzo di 400 scudi. Il contratto garantiva al pittore piena libertà di azione e di scelta delle figure, dei personaggi e degli ornamenti, raffigurati nel modo che riteneva più opportuno, «con soddisfazione però di Sua Signoria»; gli fu altresì richiesto di disegnare degli studi preparatori prima della esecuzione vera e propria dei dipinti. Caravaggio ricevette 50 scudi come acconto dal banchiere Vincenzo Giustiniani, mentre la restante quota era destinata al pagamento al termine dei lavori. Le dimensioni specificate originariamente per i pannelli sono praticamente le medesime delle tele.
Quando Tiberio Cerasi morì il 3 maggio 1601, Caravaggio stava ancora completando le opere, così come è attestato da un "avviso" del 5 maggio in cui si enuncia che la cappella è decorata per mano del "famosissimo Pittore" Michelangelo da Caravaggio. Un secondo avviso del 2 giugno testimonia che il Merisi era ancora impegnato in tale commissione. Le tele furono infine completate poco prima del 10 novembre, giorno in cui ricevette la rata finale dall'Ospedale di Santa Maria della Consolazione, erede universale di Tiberio Cesari. Il compenso finale fu ridotto a 300 scudi, per ragioni sconosciute. Le opere furono installate nella cappella il 1º maggio 1605 da un falegname chiamato Bartolomeo, che fu ricompensato dall'ospedale con 4 scudi e 50 baiocchi per il suo lavoro.

### Prima versione
Nella raccolta di biografie Le vite de' pittori, scultori et architetti di Giovanni Baglione, scritta nel 1642, si legge che le prime versioni dei due dipinti furono entrambe rifiutate: «Nella Madonna del Popolo a man diritta dell'altar maggiore dentro la cappella de' Signori Cerasi, su i lati del muro, sono di sua mano la Crocifissione di s. Pietro e di rincontro ha la Conversione di s. Paolo. Questi quadri prima furono lavorati da lui in un'altra maniera, ma perchè non piacquero al Padrone, se li prese il cardinale Sanñesio; e lo stesso Caravaggio vi fece questi, che ora si vedono, ad oglio dipinti, poichè egli non operava in altra maniera e (per dir così) la Fortuna con la Fama il portava.»

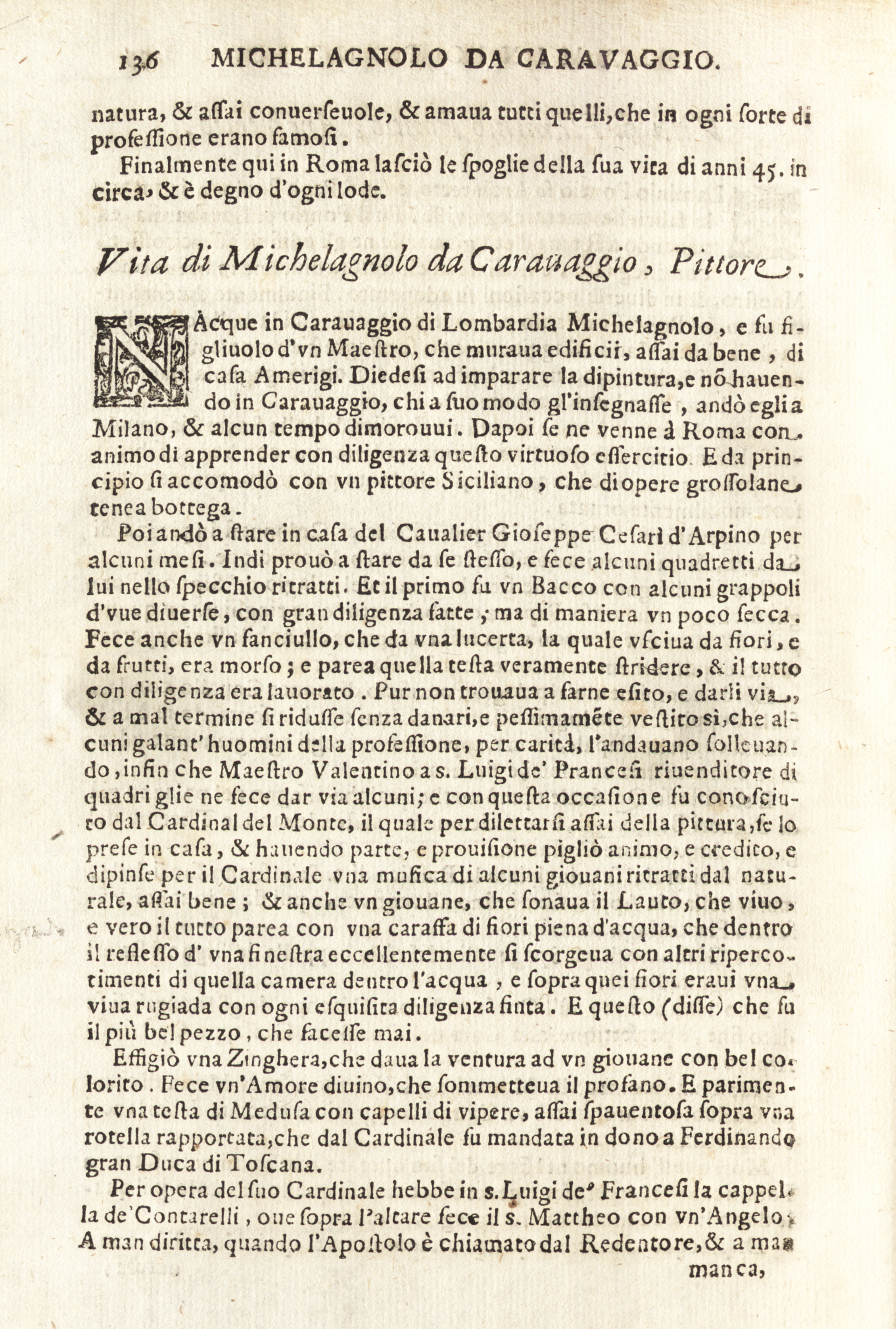
La biografia di Giovanni Baglione dedicata a "Michelagnolo da Caravaggio".

Tale documentazione costituisce l'unica fonte storica dell'evento. Pur trattandosi di una biografia scritta decenni dopo l'accaduto, viene considerata generalmente attendibile. Baglione non riportò altre spiegazioni relative alle ragioni e alle circostanze del rifiuto, ma gli studiosi moderno hanno elaborato numerose teorie e congetture. Le prime versioni dei due soggetti furono indubbiamente acquistate dal cardinale Giacomo Samnesio, segretario della Congregazione della Sacra Consulta e avido collezionista d'arte. Lo scrittore Giulio Mancini, che pure scrisse di Caravaggio, menzionò i due dipinti nella collezione del cardinale Samnesio nel 1620, sebbene li considerasse copie ritoccate degli originali. I due pannelli riapparvero in seguito nell'inventario del 19 febbraio 1644 di Francesco Samnesio, erede del cardinale ("due grandi pannelli, che rappresentano san Pietro crocifisso e l'altro la conversione di san Paolo, incorniciati in oro"). In tale momento gli eredi decisero di vendere le opere al viceré di Napoli Juan Alfonso Enríquez de Cabrera, che le trasferì a Madrid due anni dopo. Dopo la morte di Juan Alfonso, queste erano ancora registrate nell'inventario dei suoi beni in data 7 agosto 1647. All'epoca il Martirio di san Pietro fu valutato 3300 ducati, mentre la cornice dorata e intagliata aveva un valore di 300 ducati, essa soltanto. Il pannello fu menzionato per l'ultima volta nel 1691, nell'inventario dei possedimenti di Juan Gaspar Enríquez de Cabrera, figlio di Juan Alfonso e decimo Ammiraglio di Castiglia. In seguito le tracce della prima versione della Crocifissione di san Pietro si sono disperse, e le sue vicende posteriori restano ignote. 
Un dipinto dal medesimo soggetto e conservato al Museo del Patriarca di Valencia è attribuito a Caravaggio e potrebbe trattarsi proprio della perduta prima versione. Alcuni studiosi, invece, la individuano in una Crocifissione attualmente collocata all'Ermitage di San Pietroburgo, anche se si tratta di un'attribuzione poco accreditata (nel catalogo delle opere dell'Ermitage essa viene attribuita, con un punto interrogativo, a Lionello Spada e viene datata al primo quarto del XVII secolo).

## Descrizione
Il dipinto ritrae il martirio di san Pietro. Stando a quanto afferma un'antica e ben consolidata tradizione - della quale la prima testimonianza risulta essere quella contenuta negli Atti di Pietro - al momento dell'esecuzione della sua condanna a morte l'apostolo Pietro richiese di essere crocifisso a testa in giù, per umiltà nei confronti di Gesù, giudicandosi non degno di morire alla sua stessa maniera:
" Ma per te, Pietro, è giunto il momento di abbandonare alle tue guardie il tuo corpo: prendetelo dunque voi che avete questo compito. Io ve lo chiedo, o esecutori! Crocifiggetemi così: con la testa in basso e non diversamente! Il motivo lo dirò a quelli che mi ascoltano. "
Le grandi tele mostrano i tre carnefici che cercano faticosamente di mettere in piedi la croce. Pietro è già inchiodato ai bracci della stessa, e infatti gli sanguinano mani e piedi. L'apostolo è praticamente nudo, e ciò accentua la sua vulnerabilità; sebbene sia raffigurato come un uomo anziano, con la barba grigia e la testa calva, mostra un corpo invecchiato ma comunque vigoroso, ad indicare una forza notevole. Egli, infatti, si solleva dalla croce con grande sforzo, torcendo il suo corpo per intero, come se stesse puntando lo sguardo verso qualcosa che va al di là della scena stessa, ossia Dio. I suoi occhi non sono rivolti agli esecutori, piuttosto ha un'espressione disorientata.

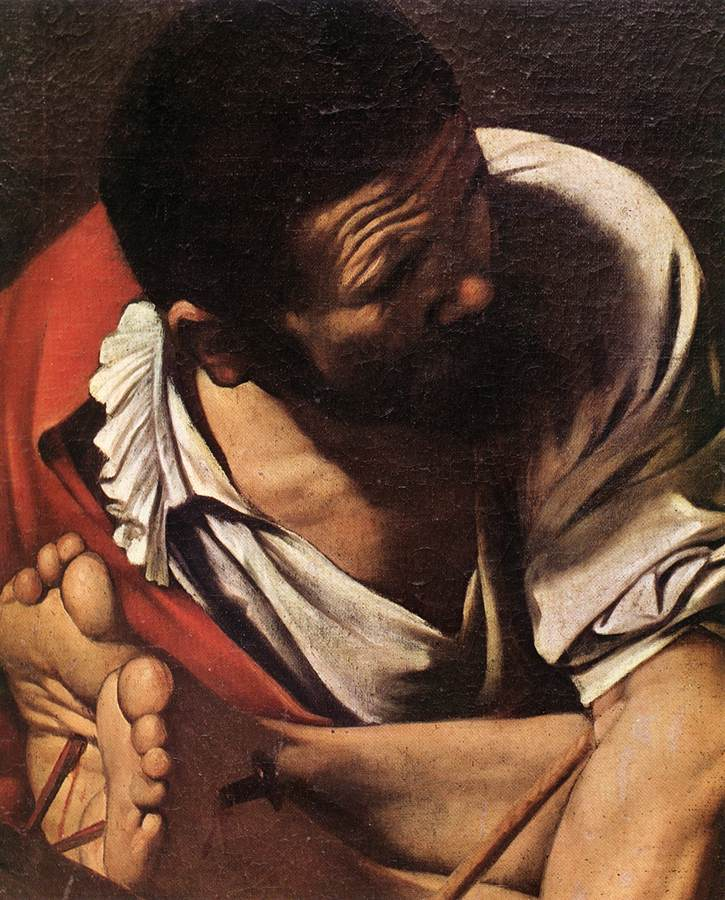
Dettaglio dei piedi di San Pietro e del volto di uno degli esecutori.

Il sollevamento della croce rende necessario l'intervento di tre uomini, le cui figure formano una X, assieme ai bracci su cui si trova il santo. Uno la tira con delle corde, mentre gli altri due aiutanti provano ad innalzare il pesante strumento di supplizio con le braccia e le spalle. L'uomo dalle brache gialle, accovacciato sotto la croce, afferra nel frattempo una pala, in precedenza utilizzata per scavare una buca nel terreno roccioso, all'interno della quale poter poi inserire il palo verticale. L'intera composizione sembra disorganizzata e caotica, come se la pesantezza della croce avesse preso alla sprovvista gli anonimi carnefici. I loro volti sono decisamente protetti dallo sguardo dello spettatore, rendendo i tre uomini privi di carattere, freddi esecutori di un provvedimento ingiusto, impartito da un'autorità invisibile. Lo sfondo della scena pare un muro di oscurità impenetrabile, grazie alla quale risalta la tensione drammatica dei corpi, che balzano verso lo spettatore; ma in realtà si tratta di una rupe rocciosa. Questa scelta è un'allusione al significato del nome Pietro, roccia per l'appunto, e al passo del Vangelo secondo Matteo che lo richiama ("E io ti dico: Tu sei Pietro e su questa pietra edificherò la mia chiesa e le porte degli inferi non prevarranno contro di essa").

### Stile
Secondo Denis Mahon, le due opere della Cappella Cerasi formano "un gruppo compatto dal carattere sufficientemente chiaro" con San Matteo e l'Angelo, conservato nella chiesa di San Luigi dei Francesi, e la Deposizione, esposta alla Pinacoteca vaticana. Mahon rinominò queste quattro tele "il gruppo centrale" e ritenne che appartenessero alla fase matura del Caravaggio. Confrontando i due soggetti della Cappella Cerasi, lo storico dell'arte valutò la Conversione di san Paolo "molto più animata della sua controparte", dato che quest'ultima, secondo la sua opinione, non avrebbe la capacità di trasmettere un vivido senso del movimento. 
L'aspetto più sorprendente della Crocifissione è il suo spiccato realismo: secondo la storica dell'arte Helen Langdon, il santo incarna "pienamente il povero pescatore della Betsaida, e i suoi carnefici, le loro mani profondamente venate e arrossate, i loro piedi impolverati, sono operai che lavorano duramente". I dettagli sono particolarmente curati anche nelle venature del legno della croce, nelle rughe sulla fronte dell'aguzzino a sinistra e nei riflessi visibili sulle unghie di San Pietro e dell'uomo che tira le corde. Quest'opera segnò l'inizio di una nuova fase dell'arte caravaggesca, durante la quale il Merisi si concentrò sull'ethos cristiano dell'umiltà e della salvezza attraverso la sofferenza. 

## Influenza

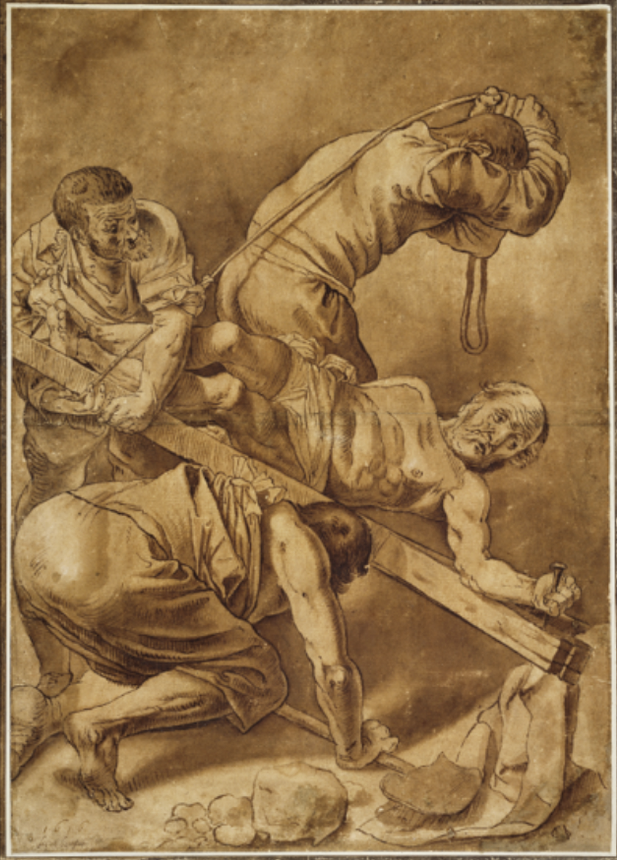
La copia disegnata da Honthorst.

La Crocifissione di san Pietro fu copiata nel 1616 da Gerard van Honthorst, all'epoca del suo soggiorno da studente romano. Il suo disegno fu riscoperto nella Galleria nazionale di Oslo e pubblicato nel 1946 da Jan Gerrit van Gelder. Il giovane Honthorst fu fortemente influenzato dalle opere di Caravaggio, e in seguito divenne uno dei caravaggisti di Utrecht che più cercò di imitare il naturalismo e il tenebrismo del pittore italiano. L'olandese firmò e datò il disegno nell'angolo in basso a sinistra, e si presume abbia avuto la possibilità di osservarlo molto attentamente, data la dovizia di particolari - soltanto pochi sono infatti omessi. Tale copia è la prova di come i due dipinti della Cappella Cerasi fossero tenuti in grande considerazione già pochi anni dopo la loro installazione.